# علم بيرو
يتكون علم بيرو الحديث من لونين، هما الأحمر، والأبيض. تم اعتماد العلم رسميًا عام 1825، ويتم الاحتفال بيوم العلم في 7 يونيو من كل عام، وهي ذكرى معركة أريكا.

## معنى ألوان العلم
- الأحمر: يرمز إلى محصول الطماطم.

- الأبيض: يرمز إلى النقاء والمساواة بين البيروفيين.